# I Didn't Know About You
I Didn't Know About You is een compositie van jazz-bandleider Duke Ellington, met tekst van Bob Russell. Ellington componeerde het nummer in 1944 en in 1945 haalde hij er de hitparade mee. Nadien hebben talloze musici, groepen en vocalisten het gespeeld en/of op de plaat gezet, waaronder Count Basie, Woody Herman, Stan Kenton, Ben Webster,  Ella Fitzgerald, Abbey Lincoln, Mildred Bailey, June Christy, Mel Tormé, Lena Horne, Dinah Washington, Thelonious Monk, Roland Kirk (met Al Hibbler), Ornette Coleman, Kenny Burrell, Cal Tjader en Archie Shepp. 